# Rosche
Rosche – miejscowość i gmina w Niemczech, w kraju związkowym Dolna Saksonia, w powiecie Uelzen, siedziba gminy zbiorowej Rosche.